# Baños de Valdearados
Baños de Valdearados è un comune spagnolo di 350 abitanti situato nella comunità autonoma di Castiglia e León.